# Auberge d'Italie (La Valette)
Pour les articles homonymes, voir Auberge d'Italie.

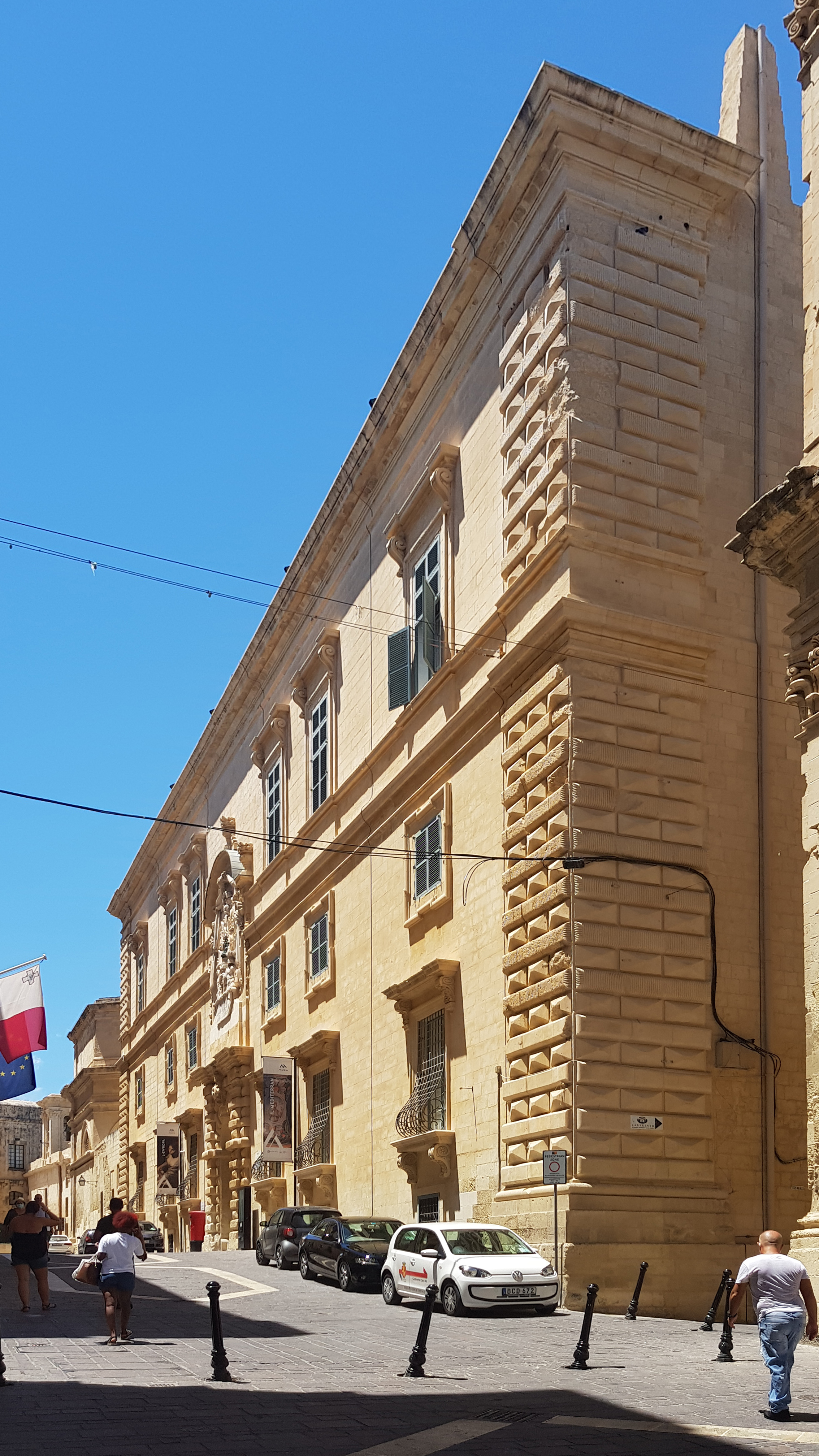
Auberge d'Italie, La Valette, juillet 2020.

L’auberge d'Italie (lang-mt : I Berġa tal-Italja) est une auberge hospitalière située à La Valette à Malte. Elle a été construite au XVIe siècle pour abriter les chevaliers de l'ordre de Saint-Jean de Jérusalem appartenant à la langue d'Italie.
Le bâtiment accueille aujourd'hui le MUŻA, le musée national des Beaux-Arts.